# Hans Höfner
Hans Höfner (* 20. Dezember 1912 in Wien; † 4. Oktober 1988 ebenda) war ein österreichischer Radrennfahrer.

## Sportliche Laufbahn
Bei den Olympischen Sommerspielen 1936 in Berlin wurde er im olympischen Straßenrennen beim Sieg von Robert Charpentier als 16. klassiert. Die österreichische Mannschaft belegte in der Mannschaftswertung den 5. Rang. Die Semperit-Rundfahrt (ein Vorläufer der späteren Österreich-Rundfahrt) gewann er 1937. 1935 und 1937 siegte er auch in einzelnen Tagesabschnitten des Etappenrennens. 1938 fuhr er eine Saison als Berufsfahrer.